# Barbara Fornefeld

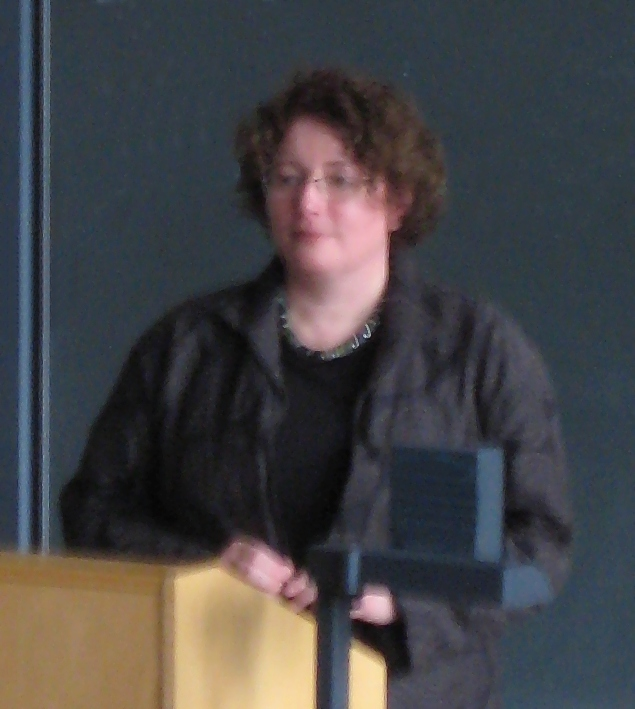
Fornefeld bei einem Gastvortrag an der Universität Würzburg

Barbara Fornefeld (* 1954) war von 1996 bis 2019 Professorin für Pädagogik für Menschen mit geistiger Behinderung an der Humanwissenschaftlichen Fakultät der Universität zu Köln. Zuvor war sie als Sonderschullehrerin sowie als Professorin an den Pädagogischen Hochschulen in Ludwigsburg/Reutlingen und Heidelberg tätig.
Sie ist Vorstandsmitglied der Special Research Group: Profound Intellectual Multiple Disabilities (PIMD) innerhalb der Weltorganisation International Association for the Study of Intellectual Disabilities (IASSID) und Mitglied der Deutschen Interdisziplinären Gesellschaft zur Förderung der Forschung für Menschen mit geistiger Behinderung (DIFGB).

## Lehr- und Forschungstätigkeit
Barbara Fornefeld beschäftigt sich mit sonderpädagogischer Grundlagenforschung, der Lebensqualität und Teilhabe von Menschen mit geistiger Behinderung sowie der Schul-, Unterrichts- und Migrationsforschung im Kontext von geistiger Behinderung. Dazu unterhält sie internationale Forschungskooperationen.

## Familie
Barbara Fornefeld ist die Tochter des Heilpädagogen und Sonderschulrektors Ernst Preis (1920–1990).

## Werke (Auswahl)
Monografien
- Elementare Beziehung und Selbstverwirklichung Schwerstbehinderter in sozialer Integration - Reflexionen im Vorfeld einer leiborientierten Pädagogik (Dissertation). Wissenschaftsverlag Mainz: Aachen, 1989, ISBN 3-925714-45-6
- Das schwerstbehinderte Kind und seine Erziehung. Winter: Heidelberg, 1995, ISBN 3-8253-8233-8
- Menschen mit Komplexer Behinderung. Aufgaben und Herausforderungen an die Behindertenpädagogik. Ernst Reinhardt: München, 2008, ISBN 978-3-497-01984-7
- Grundwissen Geistigbehindertenpädagogik. Ernst Reinhardt: München, 2009, ISBN 3-8252-2160-1
- mehr Sinn - Geschichten - Erzählen - Erleben - Verstehen. Konzeptband. Verlag selbstbestimmtes Leben. Düsseldorf

Herausgeberschaft
- Fornefeld, B. / Dederich, M. (Hg.): Menschen mit geistiger Behinderung neu sehen lernen. Asien und Europa im Dialog über Bildung, Integration und Kommunikation. Selbstbestimmtes Leben: Düsseldorf, 2000, ISBN 3-910095-46-1
- Seifert, M. / Fornefeld, B. / König, P: Zielperspektive Lebensqualität - Eine Studie zur Lebenssituation von Menschen mit schwerer Behinderung im Heim. Bethel: Bielefeld, 2001, ISBN 3-935972-01-6
- Mehrsinnliches Geschichtenerzählen. Eine Idee setzt sich durch. Multi-sensory Storytelling. An Idea Gets Through. Münster/London